# Issam Jemâa
Issam Jemâa (Gabès, Túnez, 28 de enero de 1984) es un futbolista tunecino que se desempeña como mediapunta. Actualmente es jugador libre. Su último club fue el Dubai CSC de los Emiratos Árabes Unidos.

## Carrera internacional
Jemâa ha marcado 33 goles con la Selección de Túnez en 70 partidos, siendo todo un récord en el país africano. Con la selección tunecina, ha disputado hasta 3 Copas de África, aunque se perdió el Mundial 2006 a última hora debido a una lesión.
Asimismo, fue convocado a la plantilla del equipo tunecino para la Copa Africana de Naciones de 2008 de Ghana y la Copa Africana de Naciones de 2010 de Angola, y se convirtió en la parte superior máximo goleador del torneo con 6 goles.

## Clubes
| Club           | País                   | Año         |
| -------------- | ---------------------- | ----------- |
| Espérance      | Túnez                  | 2003 - 2005 |
| Lens           | Francia                | 2005 - 2007 |
| Caen           | Francia                | 2007 - 2008 |
| Lens           | Francia                | 2008 - 2011 |
| Auxerre        | Francia                | 2011 - 2012 |
| Stade Brestois | Francia                | 2012        |
| Auxerre II     | Francia                | 2012        |
| Al Kuwait      | Kuwait                 | 2012 - 2013 |
| Al-Sailiya     | Catar                  | 2014 - 2015 |
| Dubai CSC      | Emiratos Árabes Unidos | 2016 - 2017 |

## Palmarés

### Campeonatos nacionales
| Título        | Club      | País  | Año     |
| ------------- | --------- | ----- | ------- |
| Liga de Túnez | Espérance | Túnez | 2003-04 |

### Distinciones individuales
| Distinción                                      | Año  |
| ----------------------------------------------- | ---- |
| Máximo goleador de la Copa de la AFC (16 goles) | 2013 |

- Datos: Q533507